# Matteo Marchetti
Matteo Marchetti (Rome, 10 november 1989) is een Italiaans voetbalscheidsrechter. Hij is in dienst van FIFA en UEFA sinds 2025. Ook leidt hij sinds 2021 wedstrijden in de Serie A.
Op 20 februari 2021 leidde Marchetti zijn eerste wedstrijd in de Italiaanse nationale competitie. Tijdens het duel tussen Genoa en Hellas Verona (2–2) trok de leidsman tweemaal de gele kaart. Zijn eerste interland floot hij op 10 juni 2025, toen Israël met 1–0 won van Slowakije door een doelpunt van Yarden Shua. Tijdens deze wedstrijd toonde Marchetti alleen aan de Israëliër Eliel Peretz een gele kaart.

## Interlands
| Datum        | Plaats              | Wedstrijd          | Uitslag | Competitie        | Kreeg geel | Kreeg voor de tweede keer geel en dus rood | Weggestuurd |
| ------------ | ------------------- | ------------------ | ------- | ----------------- | ---------- | ------------------------------------------ | ----------- |
| 10 juni 2025 | Debrecen, Hongarije | Israël – Slowakije | 1 – 0   | Vriendschappelijk | 1          | 0                                          | 0           |

Laatst bijgewerkt op 11 juni 2025.